# Consolidated PBY Catalina
Consolidated PBY Catalina je bil ameriški leteči čoln in tudi amfibijsko letalo (če ima uvlačljiva pristajalna kolesa), ki ga je zasnoval Isaac M. Laddon. Izdelovalo ga je podjetje Consolidated Aircraft, ki je izdelovalo je tudi štirimotorni bombnik B-24 Liberator in njegovo vojaško transportno verzijo C-87. Bilo je eno najbolj vsestranskih in uporabljanih pomorskih letal druge svetovne vojne. Uporabljali so jih prav vsi rodovi ameriške vojske in veliko drugih držav. Catalina je bilo v veliko pogledih resnično edinstveno letalo.
Med drugo svetovno vojno so ta letala uporabljali za iskanje in uničevanje sovražnikovih podmornic. Poleg tega so patruljirala nad morskimi območji, spremljala konvoje, iskala in reševala brodolomce, prevažala tovore in drugo. Imela so izreden dolet, ki je celo presegal fizične sposobnosti posadke. PBY je najbolj številčno izdelovano letalo tega tipa s 3.305 zgrajenimi primerki. V redni uporabi je ostalo vse do 80-ih let. Še vedno se uporablja za zračno gašenje požarov, le da so sedaj največkrat opremljena s turbopropelerskimi motorji.
V oznaki »PBY« pomeni PB »Patrol Bomber« in Y je kodna oznaka za Consolidated Aircraft. Poleg tega so Cataline licenčno izdelovali tudi Kanadčani (620 letal) in Sovjetska zveza (24).
Sprva je bil PBY zasnovan kot patruljni bombnik z dolgim dosegom, ki bi odkril in nato tudi uničil sovražne vojaške tranportne ladje in podmornice. Investirali so veliko denarja za razvoj transportnih letečih čolnov in amfibij, ki bi oskrbovale oddaljene enote na Pacifiku. Leteči čolni imajo prednost, da ne potrebujejo vzletne steze na suhem, v amfibijski izvedenki pa lahko pristajajo tako na vodi kot na kopnem.
S tem tipom letala so odkrili japonsko ladjevje, ki je plulo v napad na ameriško oporišče Midway v začetku junija 1942 in zatem 10. julija istega leta tudi "akutanskega" Zera na Aleutih.

## Tehnične specifikacije
- Posadka: od 1 do 10 (pilot, kopilot,1 bočni upravljavec strojnice, 2 stranska in repni mitraljezec, inženir, radio operater, navigator in operater radarja)
- Dolžina: 63 ft 10 7/16 in (19,46 m)
- Razpon kril: 104 ft 0 in (31,70 m)
- Višina: 21 ft 1 in (6,15 m)
- Površina kril: 1,400 sq ft (130 m²)
- Prazna teža: 2,0910 lb (9.485 kg)
- Maks. vzletna teža: 35,420 lb (16.066 kg)
- Motorji: 2 × Pratt & Whitney R-1830-92 Twin Wasp 14-valjni zvezdasti zračno hlajen motor s 1.200 hp (895 kW) vsak
- Vitkost: 7,73

- Maks. hitrost: 196 mph (314 km/h)
- Potovalna hitrost: 125 mph (201 km/h)
- Dolet: 2.520 mi (4.030 km)
- Največja višina leta: 15.800 ft (4.000 m)
- Hitrost vzepnjanja: 1.000 ft/min (5,1 m/s)
- Obremenitev kril: 25,3 lb/sq ft (123,6 kg/m²)
- Razmerje moč/masa: 0,034 hp/lb (0,056 kW/kg)
- Drsno število: 11,9